# Франческо Наполи
Франческо Наполи (на италиански: Francesco Napoli) е италиански певец, пианист и китарист.

## Биография
Ражда се в семейство на музиканти. Баща му е оперен певец. Самият той учи няколко семестъра право. Кариерата му започва много рано, но достига връх през 1980-те с песни като „Марина“ и „Balla Balla“. Последната остава 18 седмици в първата десетка на музикалните класации. От нея са продадени 12 милиона копия в 44 страни.
През 2002 година песента „Lady Fantasy“ влиза в първата десетка на класациите. Франческо Наполи е изключително популярен във Франция, Испания и някои латиноамерикански страни.